# Haiku susreti René Matoušek
Haiku susreti René Matoušek, serija međunarodnih skupova haiku pjesnika koji se povremeno održavaju na zadarskom području. Pojedini susreti "René Matoušek" su okupili više od 50 pjesnika iz Hrvatske, Bosne i Hercegovine, Makedonije, Srbije i Albanije, i bili praćeni izdavanjem zbornika.
Pjesničko okupljanje je 2008. godine utemeljio zadarski književnik Tomislav Marijan Bilosnić u sjećanje na vukovarskog intelektualca i humanista Renéa Matoušeka koji je tijekom 1980-ih djelovao na zadarskom području. Prvi haiku susret René Matoušek je održan u Gradskoj knjižnici u Obrovcu 2008. godine. Drugi je tekao u sklopu Obrovačkog kulturnog ljeta 2009. godine. Treći (2010.) i četvrti (2014.) susreti su održani u Zelengradu. Među organizatorima su bili zadarski ogranak Društva hrvatskih književnika i više udruga.
Matoušek (1958. – 1991.) je bio pjesnik, pripovjedač, publicist, glazbenik, satiričar, stomatolog i ratni izvjestitelj. Kao mladi stomatolog proveo je pet godina u Žegaru (Bukovica) kraj Obrovca. Inspiriran prirodnim ljepotama i snagom toga kraja, počeo je pisati haiku poeziju i 1987. godine objavio je zbirku Žegar, koju je uredio Tomislav Marijan Bilosnić. Matoušek je s Bilosnićem orgaizirao prvi pjesnički susret u Obrovcu, te bio dijelom zadarskog kulturnog i književnog kruga. Izbijanjem rata vratio se u rodni Vukovar. Stradao je u smaknućima u studenom 1991. godine, nakon pada grada.